# Komuna e Rrapës
Komuna e Rrapës är en kommun i Albanien.   Den ligger i prefekturen Qarku i Shkodrës, i den norra delen av landet, 80 km norr om huvudstaden Tirana.
```
Runt Komuna e Rrapës är det ganska glesbefolkat, med 
30
 invånare per kvadratkilometer.
[
2
]
```